# Шефкет Верладжі
Шефкет Бей Верладжі (алб. Shefqet Bej Verlaci; 15 грудня 1877, Ельбасан, Албанія — 21 липня 1946, Цюрих, Швейцарія) — прем'єр-міністр Албанії в 1924 році і під час італійської окупації від 1939 по 1941 роки.
Поширені різноманітні варіанти написання його імені і прізвища латиницею: прізвище — Vërlaci, Verlaçi, Verlaxhi, Velaxhi; ім'я — наприклад, Shevket, як на його могилі.

## Біографія
В 1922 році — найбільший землевласник Албанії, лідер консервативної Прогресивної партії, яка була проти будь-яких спроб провести земельну реформу.
Наприкінці 1922 року відомий албанський політик Ахмет Зогу заручився із донькою Верладжі, і завдяки підтримці останнього став прем'єр-міністром Албанії.
На початку 1924 року Зогу поступився посадою самому Верладжі через фінансовий скандал і викриття причетності Зогу в спробі скоєння замаху. Верладжи зайняв посаду 5 березня 1924 року і утримував її до червня цього ж року, а потім втік до Італії. За диктатури Фана Нолі був заочно засуджений до страти з конфіскацією всього майна.
Коли Зогу став королем у 1928 році, він розірвав заручини із донькою Верладжі, який став його запеклим ворогом.
Від 12 квітня 1939 року очолював уряд Албанії, який був сформований італійськими окупантами і протягом 4 днів виконував обов'язки президента (з 16 квітня італійський король Віктор Еммануїл III став також королем Албанії). Спираючись на італійську підтримку, вимагав входження до складу Албанії заселених албанцями земель Югославії (Косово) та Греції. Пішов у відставку в грудні 1941 року.
Помер Шефкет Верладжі в Цюриху в 1946 році. Похований на протестантському кладовищі в Римі.